# Monte delle Tre Croci (Scandiano)
Il Monte delle Tre Croci o monte Calvario è una cima dell'Appennino reggiano che si trova nel territorio della frazione di San Ruffino, nel comune di Scandiano.

## Storia
Il monte prende il nome dalle tre croci, originariamente in legno e oggi in metallo, poste su di esso. 
Nonostante la strada per raggiungerlo sia nel territorio di Ventoso, il Monte delle Tre Croci fa parte di San Ruffino.
Queste croci si presume esistessero già prima del XVII secolo. Il monte era meta di processioni dei parrocchiani di San Ruffino durante le celebrazioni pasquali. Gli abitanti delle parrocchie limitrofe si potevano unire alla processione solo con l'autorizzazione del parroco.

## Luoghi d'interesse
Partendo dalla frazione di Ventoso e salendo lungo la strada che porta al monte, è possibile vedere sulla sinistra il Castello di Torricella, di proprietà della famiglia Cugini.
Poco distante da esso, sulla destra, si trova la chiesa di Santa Maria Assunta, la quale possiede anche un piccolo cimitero di metà Ottocento.
Proseguendo per la strada e svoltando a destra poco dopo le tre croci si arriva al monte Vangelo (427 m s.l.m.). 
Da qui si può prendere un percorso ciclopedonale fino alla Grande Quercia, albero secolare sito nel territorio della frazione di Rondinara. 
Questa è raggiungibile anche con altri percorsi, fra cui uno che parte dalle Ciminiere di Ca' de' Caroli.

## Galleria d'immagini

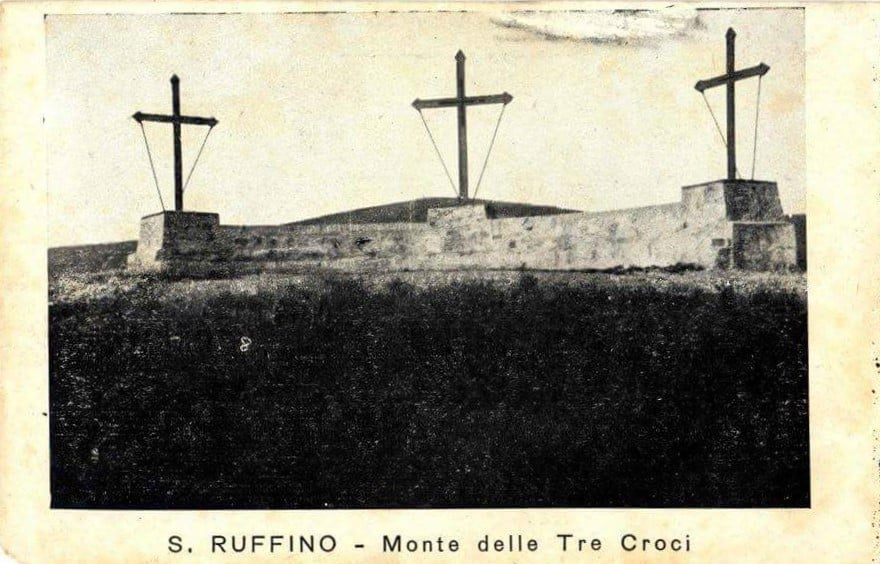
Fotografia d'archivio del Monte delle Tre Croci
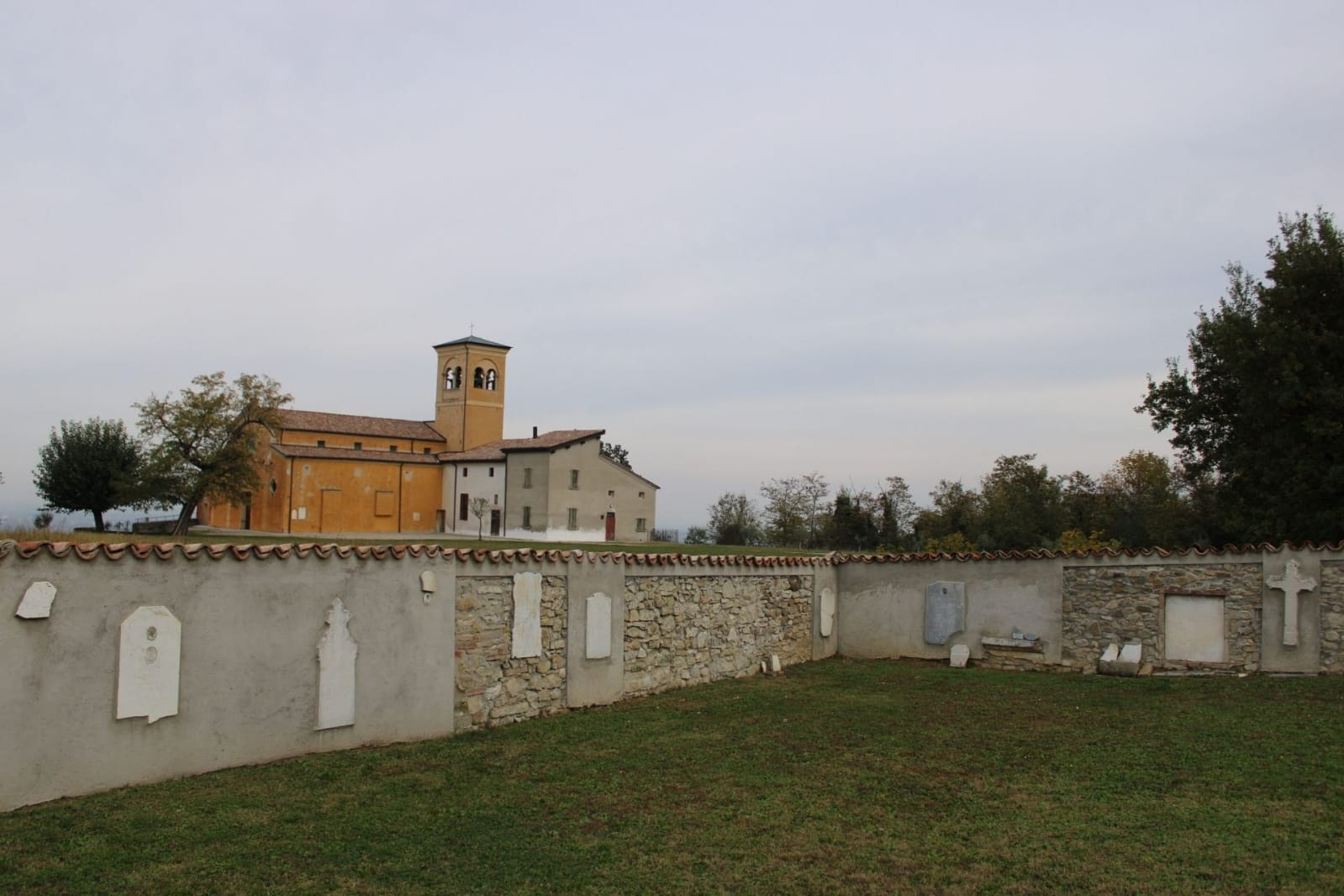
La Chiesa di Santa Maria Assunta in Ventoso vista dal cimitero.
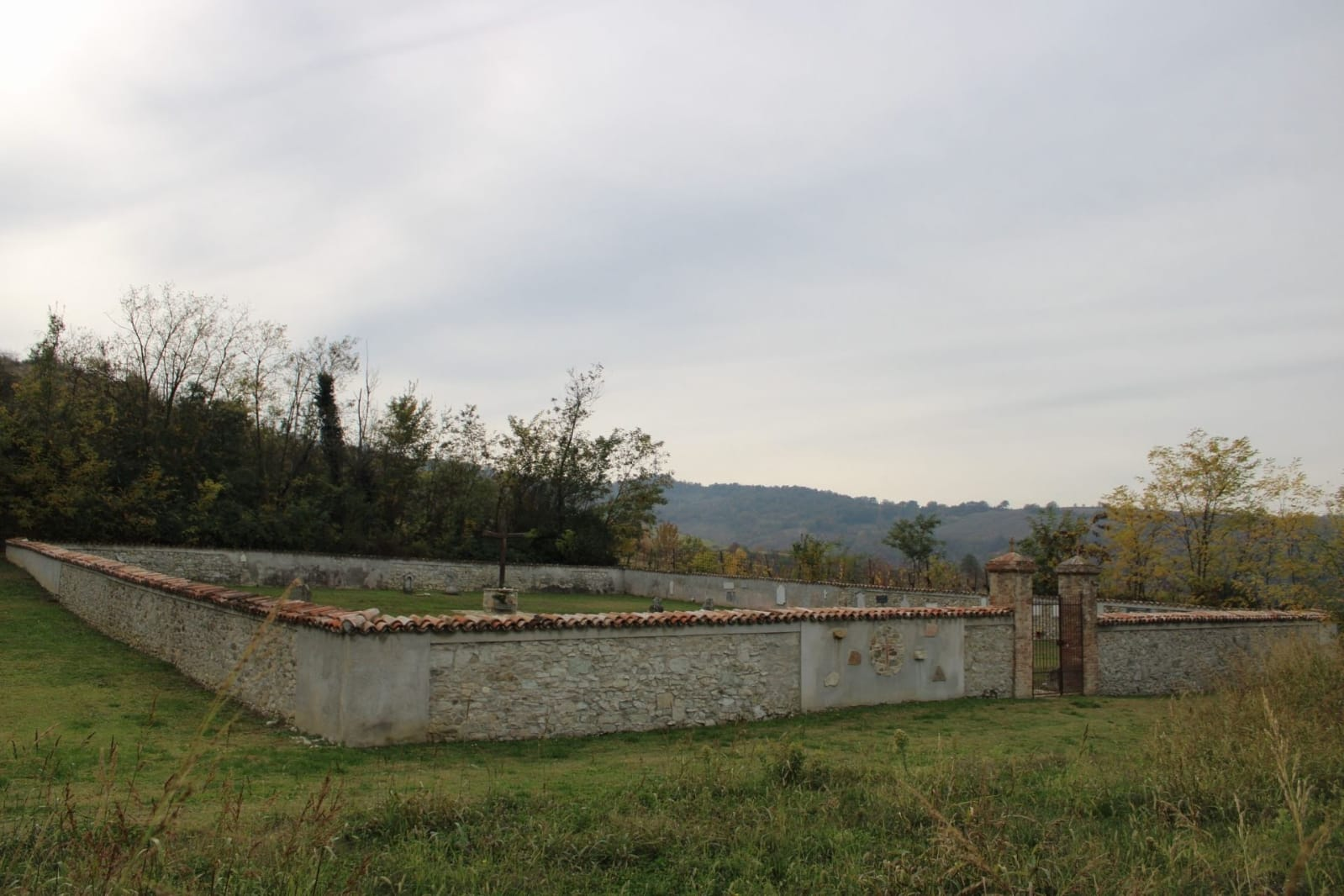
Il cimitero di Ventoso.
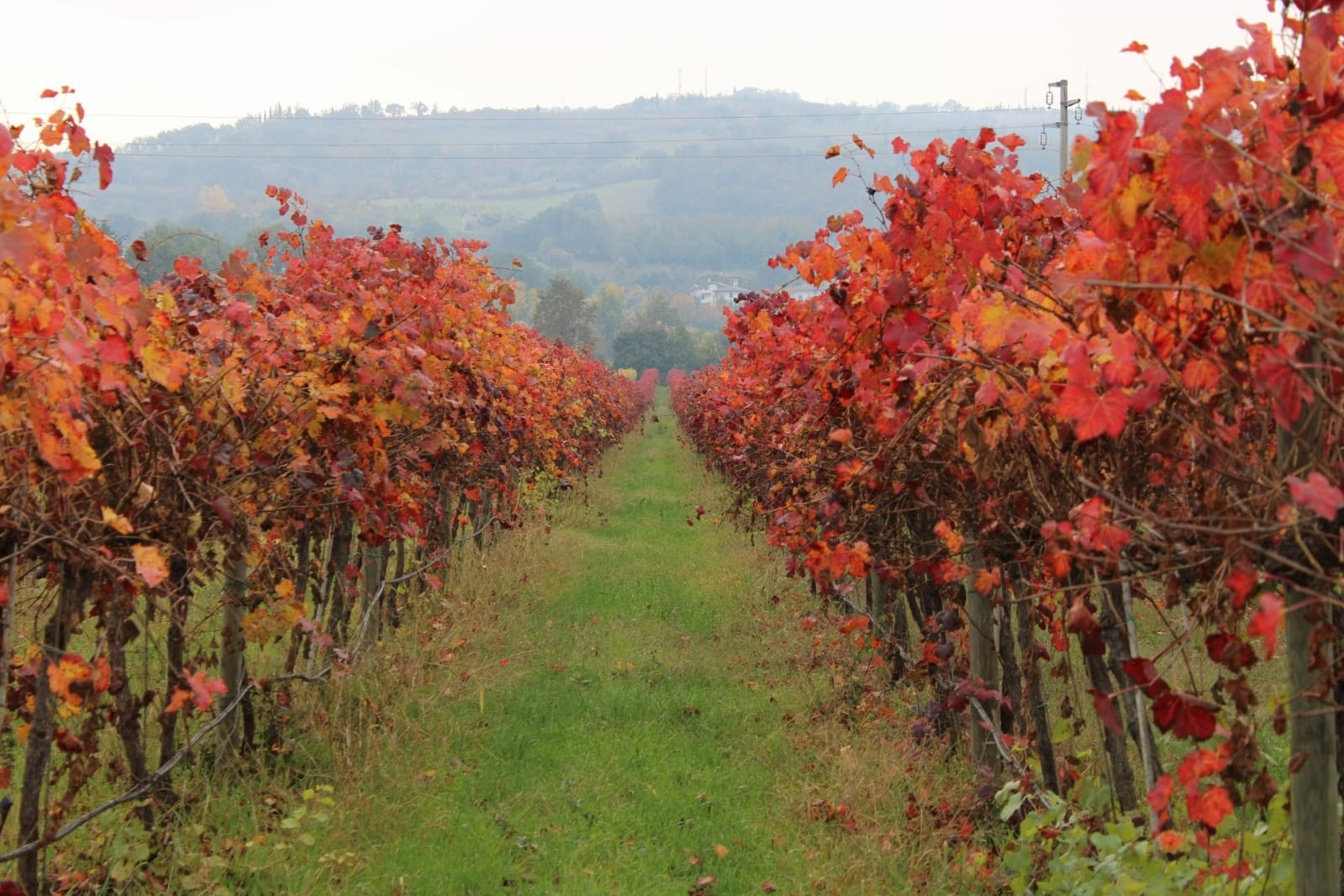
Il Monte visto dai vigneti.
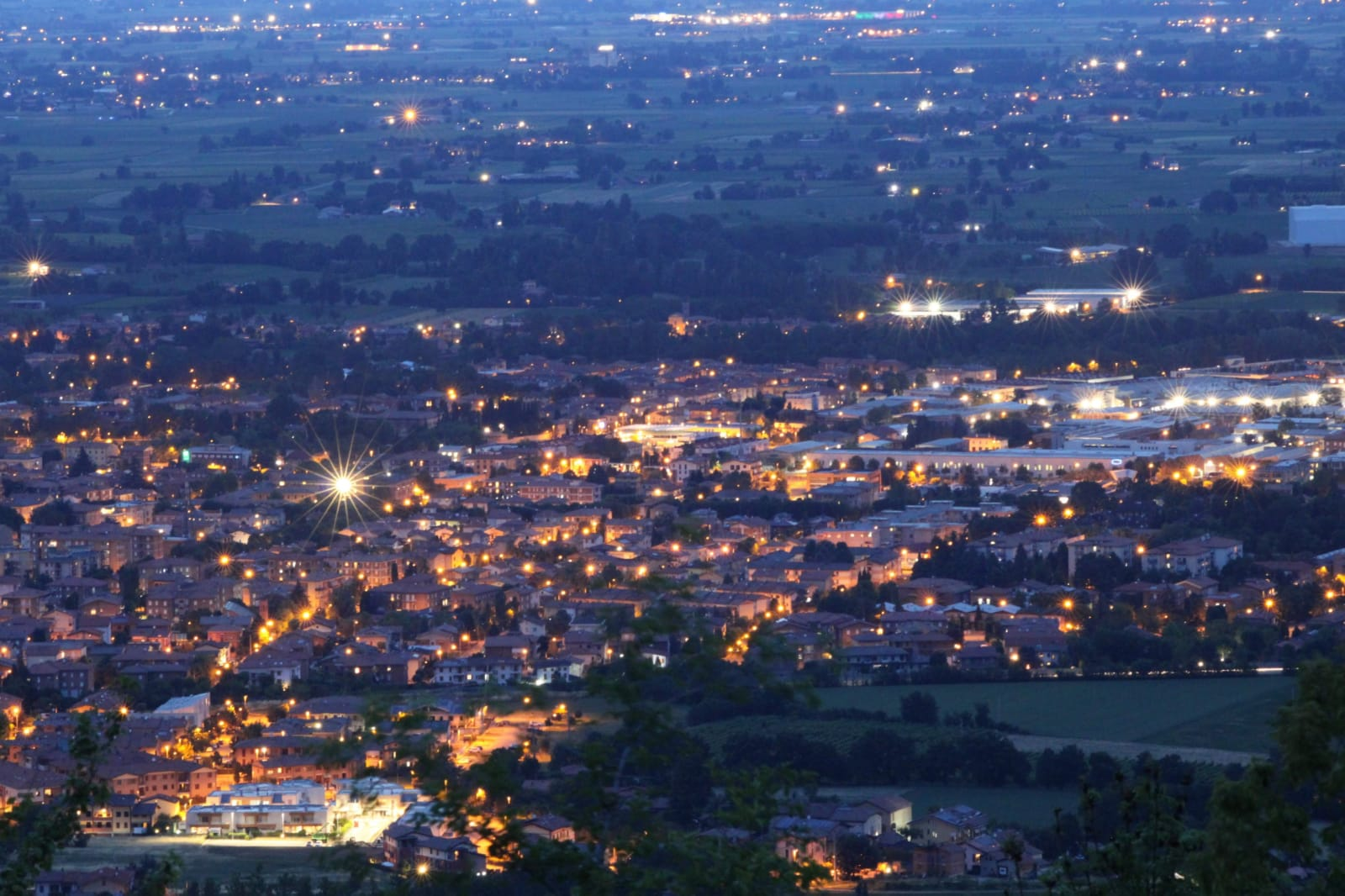
Scandiano vista dal Monte.